# Arhopalus foveatus
Arhopalus foveatus là một loài bọ cánh cứng trong họ Cerambycidae.